# Hoplitis elaziga
Hoplitis elaziga är en biart som först beskrevs av Warncke 1991.  Hoplitis elaziga ingår i släktet gnagbin, och familjen buksamlarbin. Inga underarter finns listade i Catalogue of Life.